# Cercanías
Cercanías er fællesbetegnelsen for forstadstogforbindelserne omkring Spaniens 12 største byer. I Katalonien og Valencia kaldes de dog Rodalies og i Baskerlandet Cercanías – Aldiriak. Cercanías er en division i Renfe, det statsejede jernbaneselskab.

## Cercanías-nettet
| Cercanías                 | By               | Antal linjer | Ejer                   |
| ------------------------- | ---------------- | ------------ | ---------------------- |
| Cercanías Asturias        | Asturien         | 8            | RENFE, FEVE            |
| Rodalies de Catalunya     | Barcelona        | 8            | RENFE, FGC             |
| Cercanías Bilbao          | Bilbao           | 9            | RENFE, FEVE, EuskoTren |
| Cercanías Cádiz           | Cádiz            | 2            | RENFE                  |
| Cercanías Madrid          | Madrid           | 11           | RENFE                  |
| Cercanías Málaga          | Málaga           | 2            | RENFE                  |
| Cercanías Murcia/Alicante | Murcia, Alicante | 3            | RENFE                  |
| Cercanías Santander       | Santander        | 3            | RENFE, FEVE            |
| Cercanías San Sebastián   | San Sebastián    | 3            | RENFE, EuskoTren       |
| Cercanías Sevilla         | Sevilla          | 4            | RENFE                  |
| Rodalies Valencia         | Valencia         | 6            | RENFE                  |
| Cercanías Zaragoza        | Zaragoza         | 1            | RENFE                  |

| Jernbane | Spire Denne jernbaneartikel er en spire som bør udbygges. Du er velkommen til at hjælpe Wikipedia ved at udvide den. |

| Spanien | Spire Denne artikel om et firma eller en virksomhed i Spanien er en spire som bør udbygges. Du er velkommen til at hjælpe Wikipedia ved at udvide den. |